# VHB-Jourqual
VHB-Jourqual ist ein Zeitschriftenranking des Verbands der Hochschullehrer für Betriebswirtschaft e. V. (VHB), der Dachorganisation deutscher Universitätsprofessoren im Bereich Betriebswirtschaftslehre.

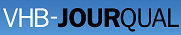
VHB-Jourqual

Das Ranking basiert auf der Bewertung betriebswirtschaftlich relevanter Fachzeitschriften durch die Mitglieder des VHB. Die erste Version des Rankings wurde 2003 durch die Marketingwissenschaftler Thorsten Hennig-Thurau, Gianfranco Walsh und Ulf Schrader entwickelt; das Ranking liegt gegenwärtig in der Version 3 vor, die vorige Version 2.1 hat Daten aus den Jahren 2008 und 2011 kombiniert und wurde neben Hennig-Thurau von Henrik Sattler geleitet. Das Ranking nimmt eine vergleichende Bewertung internationaler und deutschsprachiger betriebswirtschaftlicher Fachzeitschriften hinsichtlich ihrer wissenschaftlichen Qualität vor. Es soll Wissenschaftlern eine Orientierung für die Bewertung der wissenschaftlichen Qualität von Zeitschriftenartikeln bieten und wird u. a. zur Bewertung der wissenschaftlichen Forschungsleistung von Professoren, Junior-Professoren, Habilitanden und Doktoranden auf dem Gebiet der Betriebswirtschaftslehre eingesetzt. Beispielhafte Anwendungen sind universitäre Berufungsverfahren, Professorenbesoldung, kumulative Habilitationen und kumulative Promotionen.
Das Ranking will diejenigen Zeitschriften berücksichtigen, die für deutschsprachige Wissenschaftler auf dem Gebiet der Betriebswirtschaftslehre relevant sind; dazu gehören sowohl internationale (und insbesondere englischsprachige) als auch deutschsprachige Zeitschriften. Es wird als eine der Triebkräfte für die Internationalität und Forschungsorientierung der deutschen Betriebswirtschaftslehre angesehen. Die dritte Auflage des Rankings wurde nach mehrjähriger Vorbereitung im Februar 2015 veröffentlicht. Das VHB-Rating 2024 löste dieses am 18. April 2024 ab.

## Methode
Im Rahmen der ersten Version des Rankings im Jahre 2003 bewerteten 651 Personen (= 59 % der VHB-Mitglieder) 1.695 Zeitschriften mittels eines nicht-anonymisierten, und individualisierten Online-Fragebogen. Gefragt wurde nach dem wissenschaftlichen Niveau der Artikel und nach den wissenschaftlichen Anforderungen des Begutachtungsprozesses. Die zweite Version aus dem Jahre 2008 basiert auf den nicht mehr anonymisierten Urteilen von 1.011 Wissenschaftlern, die 1.633 verschiedene Zeitschriften bewerteten. Eine Erweiterung des Rankings um zusätzliche 173 Zeitschriften erfolgte im Rahmen einer Aktualisierungsbefragung im Herbst 2010, an der 848 Verbandsmitglieder teilnahmen. Auch diese Befragung erfolgte nicht anonymisiert, um mögliches strategisches Verhalten der Befragten zu verhindern. An der Befragung zu JOURQUAL3 beteiligten sich im Dezember 2014 und Januar 2015 1.101 Wissenschaftler, die insgesamt 64.113 Bewertungen von 934 Fachzeitschriften abgaben; diese Zeitschriften waren zuvor in einem mehrstufigen Verfahren unter Mitwirkung der Verbandsmitglieder und Kommissionsvorsitzenden ausgewählt worden.
In den ersten beiden Ausgaben wurde das Rating einer Zeitschrift als gewichteter Mittelwert der wahrgenommenen Qualität der Artikel einer Zeitschrift und der Qualität des Begutachtungsverfahrens der Zeitschrift ermittelt (VHB-Jourqual-Indexwert); beide Werte wurden auf einer 10-Punkte-Skala abgefragt. Die Gewichtung berücksichtigte dabei neben der Anzahl der Personen, die Erfahrungen mit dem Begutachtungsprozess einer Zeitschrift haben, die Expertise der Bewertenden, gemessen anhand der Anzahl der Zeitschriften, in denen ein Bewerter veröffentlicht hat sowie der Anzahl seiner Veröffentlichungen in Top-Zeitschriften und in internationalen Zeitschriften. Bei JOURQUAL3 wurde die Trennung von Artikel- und Review-Qualität aufgegeben und nur ein Gesamturteil erhoben, das die Wahrnehmung der „wissenschaftlichen Qualität“ einer Zeitschrift in der deutschsprachigen wissenschaftlichen Community abbildet. Die wissenschaftliche Qualität wird dabei nun definiert als das Ausmaß, „in dem die betreffende Zeitschrift die BWL als wissenschaftliche Disziplin voranbringt“ und soll die unterschiedlichen Informationen und Erfahrungen von Wissenschaftlern mit einer Zeitschrift integrieren. Das Rating entspricht nun dem Median einer 5-Punkte-Skala, die von A+ (= „Herausragende, weltweit führende wissenschaftliche Zeitschrift auf dem Gebiet der BWL oder ihrer Teildisziplinen“) bis D (= „Wissenschaftliche Zeitschrift auf dem Gebiet der BWL oder ihrer Teildisziplinen“) reicht.
Um in das Zeitschriftenranking aufgenommen zu werden, musste bei den ersten beiden Auflagen von JOURQUAL eine Zeitschrift zur Zeit mindestens 10 Bewertungen von VHB-Mitgliedern erhalten; diese Bedingung erfüllten in der ersten Version 385 Zeitschriften und in der zweiten Version 742 Zeitschriften, von denen 655 als betriebswirtschaftliche Zeitschriften eingestuft wurden. In der Version 2.1 umfasste das Ranking 839 Zeitschriften. Zeitschriften, die nicht im Kern BWL-Zeitschriften darstellen, wurden als „BWL-relevant“ aufgenommen, wenn zusätzlich mindestens 5 Personen Erfahrungen mit dem Begutachtungsprozess aufweisen konnten. In die dritte Auflage des Rankings wurden nur solche Zeitschriften aufgenommen, die von mindestens 25 Befragten bewertet wurden; dies traf auf 651 Zeitschriften zu.
Die Test-Retest-Reliabilität des Rankings wurde in der ersten Version anhand einer Stichprobe aus 40 Bewertern überprüft. Die Konvergenzvalidität mit anderen Zeitschriftenrankings ergab Rangkorrelationen zwischen 0,29 und 0,81. Die Ergebnisse der zweiten Version weisen Korrelationen von 0,89 mit der ersten Version und 0,57 mit dem Social Citation Impact Factor auf.